# Кезервуд, Фредерик

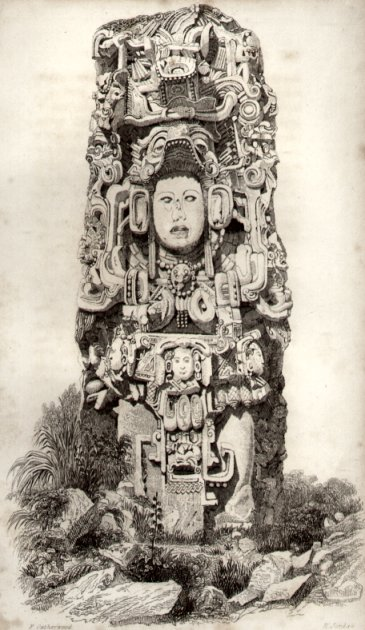
Стела N в Копане — рис. Кезервуда

Фредерик Кезервуд (варианты передачи фамилии — Катервуд, Казервуд, англ. Frederick Catherwood; 27 февраля 1799 — 27 сентября 1854) — британский архитектор, художник, археолог и путешественник-исследователь. Получил мировую известность благодаря своим картинам и зарисовкам открытых им руин цивилизации майя. Наряду с Дж. Л. Стефенсом заложил основы майянистики.

## Биография
Изучал архитектуру в Оксфорде. Смолоду увлекаясь изобразительным искусством и путешествиями, он посетил Грецию, Турцию, Египет и Палестину и приобрёл известность своими зарисовками древних руин. В 1836 году он познакомился с американским адвокатом и писателем-путешественником Дж. Л. Стефенсом. Вместе они ознакомились с сообщением Хуана Галиндо о руинах Копана и приняли решение отправиться в путешествие в Центральную Америку, чтобы на месте ознакомиться с памятниками древности.
В 1839—41 годах Кезервуд и Стефенс исследовали практически всю территорию цивилизации майя. В то время как Стефенс составлял письменные отчёты, Кезервуд зарисовывал различные памятники: пирамиды, стелы, стадионы для игры в мяч и др., нередко заросшие джунглями. Вместе они посетили 44 археологических памятника и открыли несколько новых, в частности:
- Копан
- Киригуа
- Текпан (Tecpán)
- Уталан (Utalán)
- Паленке
- Ушмаль

В 1841 году Стефенс опубликовал свои открытия в книге «Случаи из путешествий в Центральную Америку, Чиапас и Юкатан» («Incidents of Travel in Central America, Chiapas, and Yucatan»). Вторая их экспедиция направилась на Юкатан, по результатам которой Стефенс выпустил в 1843 году книгу «Incidents of Travel in Yucatan». Обе книги стали мировыми бестселлерами, не в последнюю очередь благодаря точным и ярким иллюстрациям Кезервуда. В 1844 году Кезервуд выпустил собственный труд «Views of Ancient Monuments in Central America, Chiapas and Yucatan», также вызвавший широкий интерес читателей.
Привлечённый сообщениями об открытии золота в Калифорнии, Кезервуд направился в Сан-Франциско, где он основал компанию по снабжению золотоискателей.
Он погиб в по дороге из Ливерпуля в США в результате крушения парохода «Арктик» 27 сентября 1854 года.